# Alachosquilla
Alachosquilla is een geslacht van kreeftachtigen uit de klasse van de Malacostraca (Hogere kreeftachtigen).

## Soorten
- Alachosquilla digueti (Coutière, 1905)
- Alachosquilla floridensis (Manning, 1962)
- Alachosquilla vicina (Nobili, 1904)